# Marta Martianova
Marta Martianova (n. 1 decembrie 1998, Kazan, Tatarstan, Rusia) este o scrimeră rusă, medaliată olimpică. A participat la o ediție a Jocurilor Olimpice (2020) în care a câștigat o medalie de aur.